# Relais 4 x 100 mètres quatre nages féminin aux championnats du monde de natation 2023
Ne doit pas être confondu avec Relais 4 x 100 mètres quatre nages masculin aux championnats du monde de natation 2023 ou Relais 4 x 100 mètres quatre nages mixte aux championnats du monde de natation 2023.
Le relais 4 x 100 mètres quatre nages féminin est une épreuve de natation sportive des championnats du monde de natation 2023. Elle a lieu le 30 juillet 2023 à Fukuoka au Japon.

## Records
Avant cette compétition, les records dans cette discipline étaient :
| Record du monde       | 3 min 50 s 40 | États-Unis | 28 juillet 2019 | Gwangju, Corée du Sud |
| Record du championnat | 3 min 50 s 40 | États-Unis | 28 juillet 2019 | Gwangju, Corée du Sud |

## Résultats détaillés
Les 8 meilleurs temps se qualifient pour la finale (F).

### Séries
| Rang | Série | Ligne | Pays            | Nageurs                                                                           | Temps                                             | Temps         | Commentaire   |
| Rang | Série | Ligne | Pays            | Nageurs                                                                           | Individuels                                       | Global        | Commentaire   |
| ---- | ----- | ----- | --------------- | --------------------------------------------------------------------------------- | ------------------------------------------------- | ------------- | ------------- |
| 1    | 3     | 5     | Canada          | Ingrid Wilm Sophie Angus Margaret MacNeil Mary-Sophie Harvey                      | 59 s 11 1 min 06 s 30 56 s 53 53 s 99             | 3 min 55 s 93 | F             |
| 2    | 3     | 4     | États-Unis      | Katharine Berkoff Lydia Jacoby Torri Huske Abbey Weitzeil                         | 58 s 56 1 min 07 s 73 57 s 42 52 s 60             | 3 min 56 s 31 | F             |
| 3    | 2     | 5     | Suède           | Michelle Coleman Sophie Hansson Louise Hansson Sarah Sjöström                     | 1 min 01 s 51 1 min 06 s 67 56 s 90 52 s 41       | 3 min 57 s 49 | F             |
| 4    | 2     | 4     | Australie       | Madison Wilson Abbey Harkin Brianna Throssell Meg Harris                          | 59 s 54 1 min 07 s 66 57 s 72 52 s 82             | 3 min 57 s 74 | F             |
| 5    | 2     | 3     | Pays-Bas        | Kira Toussaint Tes Schouten Kim Busch Marrit Steenbergen                          | 1 min 00 s 57 1 min 06 s 79 58 s 46 51 s 99       | 3 min 57 s 81 | F             |
| 6    | 2     | 6     | Chine           | Wang Xueer Yang Chang Wang Yichun Wu Qingfeng                                     | 1 min 00 s 42 1 min 07 s 12 57 s 17 53 s 42       | 3 min 58 s 13 | F             |
| 7    | 3     | 3     | France          | Pauline Mahieu Charlotte Bonnet Marie Wattel Lison Nowaczyk                       | 59 s 82 1 min 06 s 87 57 s 08 54 s 77             | 3 min 58 s 54 | F             |
| 8    | 2     | 7     | Japon           | Rio Shirai Reona Aoki Ai Soma Rikako Ikee                                         | 1 min 00 s 60 1 min 06 s 57 57 s 48 53 s 93       | 3 min 58 s 58 | F             |
| 9    | 3     | 2     | Grande-Bretagne | Lauren Cox Kara Hanlon Laura Stephens Anna Hopkin                                 | 59 s 79 1 min 07 s 39 58 s 66 53 s 11             | 3 min 58 s 95 |               |
| 10   | 2     | 2     | Pologne         | Adela Piskorska Dominika Sztandera Paulina Peda Kornelia Fiedkiewicz              | 1 min 00 s 47 1 min 07 s 01 58 s 57 54 s 18       | 4 min 00 s 23 |               |
| 11   | 3     | 6     | Italie          | Margherita Panziera Martina Carraro Ilaria Bianchi Sofia Morini                   | 1 min 00 s 60 1 min 06 s 39 59 s 08 54 s 60       | 4 min 00 s 67 |               |
| 12   | 3     | 8     | Allemagne       | Laura Riedemann Anna Elendt Angelina Köhler Nele Schulze                          | 1 min 01 s 68 1 min 07 s 23 56 s 77 55 s 03       | 4 min 00 s 71 |               |
| 13   | 3     | 9     | Irlande         | Danielle Hill Mona McSharry Ellen Walshe Victoria Catterson                       | 1 min 01 s 65 1 min 05 s 55 59 s 19 54 s 86       | 4 min 01 s 25 |               |
| 14   | 2     | 0     | Danemark        | Julie Kepp Jensen Thea Blomsterberg Helena Rosendahl Bach Signe Bro               | 1 min 03 s 33 1 min 06 s 92 58 s 51 54 s 57       | 4 min 03 s 33 |               |
| 15   | 1     | 6     | Belgique        | Roos Vanotterdijk Florine Gaspard Valentine Dumont Fleur Verdonck                 | 1 min 00 s 91 1 min 09 s 14 59 s 09 55 s 40       | 4 min 04 s 54 |               |
| 16   | 1     | 3     | Hong Kong       | Stephanie Au Siobhán Bernadette Haughey Tam Hoi Lam Camille Cheng                 | 1 min 00 s 75 1 min 07 s 49 1 min 00 s 96 55 s 69 | 4 min 04 s 89 |               |
| 17   | 1     | 4     | Grèce           | Theodóra Drákou Eleni Kontogeorgou Ánna Dountounáki Maria-Thalia Drasidou         | 1 min 00 s 71 1 min 10 s 23 58 s 26 55 s 79       | 4 min 04 s 99 |               |
| 18   | 2     | 1     | Corée du Sud    | Eun-ji Kwon Se-hyun Kim Seo-yeong Hur Yeon-kyung                                  | 1 min 01 s 31 1 min 09 s 94 59 s 74 54 s 17       | 4 min 05 s 16 |               |
| 19   | 3     | 7     | Israël          | Aviv Barzelay Anastasia Gorbenko Lea Polonsky Daria Golovaty                      | 1 min 02 s 13 1 min 06 s 94 1 min 00 s 48 56 s 02 | 4 min 05 s 57 |               |
| 20   | 3     | 0     | Espagne         | Carmen Weiler Jessica Vall Paula Juste Ainhoa Campabadal                          | 1 min 01 s 46 1 min 08 s 32 1 min 00 s 27 55 s 80 | 4 min 05 s 85 |               |
| 21   | 3     | 1     | Brésil          | Julia Góes Jhennifer Conceição Giovanna Diamante Stephanie Balduccini             | 1 min 03 s 96 1 min 08 s 48 59 s 32 54 s 10       | 4 min 05 s 86 |               |
| 22   | 1     | 5     | Mexique         | Miranda Grana Melissa Rodríguez María José Mata Athena Meneses                    | 1 min 02 s 11 1 min 08 s 80 59 s 54 56 s 40       | 4 min 06 s 85 |               |
| 23   | 2     | 9     | Thaïlande       | Saovanee Boonamphai Phiangkhwan Pawapotako Kamonchanok Kwanmuang Jenjira Srisaard | 1 min 06 s 39 1 min 12 s 25 1 min 01 s 97 59 s 82 | 4 min 20 s 43 |               |
| -    | 2     | 8     | Hongrie         | Non partantes                                                                     | Non partantes                                     | Non partantes | Non partantes |

### Finale
| Rang               | Ligne | Pays       | Nageurs                                                       | Temps                                       | Temps         |
| Rang               | Ligne | Pays       | Nageurs                                                       | Individuels                                 | Global        |
| ------------------ | ----- | ---------- | ------------------------------------------------------------- | ------------------------------------------- | ------------- |
| Médaille d'or      | 5     | États-Unis | Regan Smith Lilly King Gretchen Walsh Kate Douglass           | 57 s 68 1 min 04 s 93 57 s 06 52 s 41       | 3 min 52 s 08 |
| Médaille d'argent  | 6     | Australie  | Kaylee McKeown Abbey Harkin Emma McKeon Mollie O'Callaghan    | 57 s 91 1 min 07 s 07 56 s 44 51 s 95       | 3 min 53 s 37 |
| Médaille de bronze | 4     | Canada     | Kylie Masse Sophie Angus Margaret MacNeil Summer McIntosh     | 58 s 74 1 min 06 s 21 55 s 69 53 s 48       | 3 min 54 s 12 |
| 4                  | 7     | Chine      | Wan Letian Tang Qianting Zhang Yufei Cheng Yujie              | 59 s 49 1 min 06 s 13 55 s 50 53 s 45       | 3 min 54 s 57 |
| 5                  | 3     | Suède      | Michelle Coleman Sophie Hansson Louise Hansson Sarah Sjöström | 1 min 01 s 08 1 min 06 s 34 56 s 82 52 s 08 | 3 min 56 s 32 |
| 6                  | 8     | Japon      | Rio Shirai Satomi Suzuki Ai Soma Rikako Ikee                  | 1 min 00 s 96 1 min 05 s 73 57 s 67 53 s 66 | 3 min 58 s 02 |
| 7                  | 2     | Pays-Bas   | Kira Toussaint Tes Schouten Kim Busch Marrit Steenbergen      | 1 min 00 s 34 1 min 06 s 91 58 s 88 51 s 96 | 3 min 58s 09  |
| 8                  | 1     | France     | Pauline Mahieu Charlotte Bonnet Marie Wattel Lison Nowaczyk   | 1 min 00 s 12 1 min 06 s 78 57 s 72 54 s 62 | 3 min 59 s 24 |